# Festgræs-slægten
Festgræs-slægten (Hierochloë) er en slægt i græs-familien. Slægtens arter dufter stærkt af vanilje og anvendes i en del parfumer.
Græsset er opret med kort eller krybende jordstængel. Blomsterne sidder i en top i 3-blomstrede småaks, hvor kun den ene blomst er tvekønnet, mens de to andre er hanlige. Duften kommer af græssets høje indhold af kumarin. I Danmark forekommer en enkelt art, festgræs, sjældent på fugtige enge.

## Festgræsarter
Følgende arter listes som dattertaksa i Catalogue of Life, i alfabetisk orden:
- Hierochloe alpina - Fjeld-Festgræs
- Hierochloe australis - Finsk Festgræs
- Hierochloe brunonis
- Hierochloe cuprea
- Hierochloe davidsei
- Hierochloe equiseta
- Hierochloe flexuosa
- Hierochloe fraseri
- Hierochloe fusca
- Hierochloe glabra
- Hierochloe gunckelii
- Hierochloe helenae
- Hierochloe juncifolia
- Hierochloe khasiana
- Hierochloe laxa
- Hierochloe mexicana
- Hierochloe novae-zelandiae
- Hierochloe occidentalis
- Hierochloe odorata - Festgræs
- Hierochloe pauciflora
- Hierochloe pluriflora
- Hierochloe potaninii
- Hierochloe pusilla
- Hierochloe rariflora
- Hierochloe recurvata
- Hierochloe redolens
- Hierochloe repens
- Hierochloe spicata
- Hierochloe submutica
- Hierochloe tibetica
- Hierochloe utriculata
- Hierochloe wendelboi
- Hierochloe zinserlingii

## Eksterne links
- Den virtuella floran Arkiveret 16. september 2015 hos  Wayback Machine
- Myskgräs i Carl Lindman, Bilder ur Nordens flora (2:a upplagan, Wahlström och Widstrand, Stockholm 1917–1926)